# Khalil Taha
Khalil Taha (arabisch خليل طه, DMG Ḫalīl Ṭāhā; * 5. Juni 1932 in Beirut; † 27. Juli 2020 in Venice, Florida) war ein libanesischer Ringer.
Er gewann bei den Olympischen Spielen 1952 eine Bronzemedaille im griechisch-römischen Stil im Weltergewicht.

## Werdegang
Unmittelbar nach dem Zweiten Weltkrieg bildete sich im Libanon eine starke Ringermannschaft heraus, die bei internationalen Meisterschaften im griechisch-römischen Stil mehrere Medaillen gewann. Khalil Taha war einer davon. Bei seiner ersten Teilnahme bei internationalen Meisterschaften, den Mittelmeerspielen 1951 in Alexandria belegte er im Weltergewicht hinter dem Ägypter Moustapha den zweiten Platz.
1952 nahm er auch an den Olympischen Sommerspielen in Helsinki teil. Erst 20 Jahre alt besiegte er dort Henry Freylinger aus Luxemburg, Gottfried Anglberger aus Österreich und den erfahrenen Franzosen René Chesneau. Er stand damit in den Finalkämpfen, in denen er aber gegen Miklós Szilvási aus Ungarn und gegen Gösta Andersson aus Schweden erfolglos blieb. Er gewann aber überraschend eine olympische Bronzemedaille.
1953 ging er auch bei den Weltmeisterschaften in Neapel im griechisch-römischen Stil an den Start. Er kam dort im Weltergewicht aber nur zu einem Sieg über den Israeli Moshe Artzi. Gegen Bekir Büke aus der Türkei und René Chesneau verlor er und belegte damit den zehnten Platz.
Unmittelbar nach diesen Weltmeisterschaften wanderte Khalik Taha zusammen mit seinem Cousin Safi Taha in die Vereinigten Staaten aus. Beide ließen sich in Detroit nieder und wurden Mitglied des FORD Motor Wrestling Club Detroit bzw. des FORD Recreation Club Dearborn, Michigan. Khalil Taha gelang es sogar in den Jahren 1956 und 1957 US-amerikanischer Meister im griechisch-römischen Stil im Weltergewicht zu werden. Bereits vorher war schon sein Trainertalent entdeckt worden, so dass er bei den Olympischen Spielen 1956 in Melbourne als Trainer dem US-amerikanischen Ringerteam angehörte.
Auch in den folgenden Jahren, in denen er Ringertrainer beim Michigan Wrestling Club tätig war, trainierte er bis Ende der 1980er Jahre immer wieder US-amerikanische Senioren- und Juniorenteams, die bei Olympischen Spielen oder Weltmeisterschaften an den Start gingen.
Khalil Taha, der sich um die Entwicklung des Ringens im griechisch-römischen Stil in den Vereinigten Staaten große Verdienste erwarb, wurde in die „Hall of Fame“ der Amerikanischen Athleten Union (AAU) aufgenommen.

## Internationale Erfolge (griechisch-römischen Stil)
| Jahr | Platz       | Wettbewerb                           | Gewichtsklasse                   | Verlauf |
| ---- | ----------- | ------------------------------------ | -------------------------------- | --- |
| 1951 | 2.          | Mittelmeerspiele in Alexandria       | Welter (bis 73 kg Körpergewicht) | hinter Moustapha (Ägypten), vor Halaby (Syrien) |
| 1952 | 3. / Bronze | Olympische Sommerspiele in Helsinki  | Welter (bis 73 kg Körpergewicht) | Siege über Henry Freylinger (Luxemburg), Gottfried Anglberger (Österreich) und René Chesneau (Frankreich). Niederlagen gegen Miklós Szilvási (Ungarn) und Gösta Andersson (Schweden) |
| 1953 | 10.         | Ringer-Weltmeisterschaften in Neapel | Welter (bis 73 kg Körpergewicht) | Sieg über Moshe Artzi (Israel). Niederlagen gegen Bekir Büke (Türkei) und René Chesneau                                                                                              |